# Alveolart klickljud
Ett alveolart klickljud eller postalveolart klickljud (IPA-tecken ǃ) är en icke-pulmonisk konsonant som används i en del afrikanska språk, såsom hadza. Ljudet är detsamma som det ljud barn gör för att imitera en travande häst.